# South Cambridgeshire
South Cambridgeshire is een Engels district in het shire-graafschap (non-metropolitan county OF county) Cambridgeshire en telt 158.000 inwoners. De oppervlakte bedraagt 902 km².
Van de bevolking is 14,7% ouder dan 65 jaar. De werkloosheid bedraagt 1,6% van de beroepsbevolking (cijfers volkstelling 2001).

## Plaatsen in district South Cambridgeshire
- Abington

## Civil parishesin district South Cambridgeshire
Abington Pigotts, Arrington, Babraham, Balsham, Bar Hill, Barrington, Bartlow, Barton, Bassingbourn cum Kneesworth, Bourn, Boxworth, Caldecote, Cambourne, Carlton, Castle Camps, Caxton, Childerley, Comberton, Conington, Coton, Cottenham, Croxton, Croydon, Dry Drayton, Duxford, Elsworth, Eltisley, Fen Ditton, Fen Drayton, Fowlmere, Foxton, Fulbourn, Gamlingay, Girton, Grantchester, Graveley, Great Abington, Great Eversden, Great Shelford, Great Wilbraham, Great and Little Chishill, Guilden Morden, Hardwick, Harlton, Harston, Haslingfield, Hatley, Hauxton, Heydon, Hildersham, Hinxton, Histon, Horningsea, Horseheath, Ickleton, Impington, Kingston, Knapwell, Landbeach, Linton, Litlington, Little Abington, Little Eversden, Little Gransden, Little Shelford, Little Wilbraham, Lolworth, Longstanton, Longstowe, Madingley, Melbourn, Meldreth, Milton, Newton, Oakington en Westwick, Orchard Park, Orwell, [Over, Pampisford, Papworth Everard, Papworth St. Agnes, Rampton, Sawston, Shepreth, Shingay cum Wendy, Shudy Camps, Stapleford, Steeple Morden, Stow cum Quy, Swavesey, Tadlow, Teversham, Thriplow, Toft, Waterbeach, West Wickham, West Wratting, Weston Colville, Whaddon, Whittlesford, Willingham, Wimpole.